# 阿蘇観光ホテル
阿蘇観光ホテル（あそかんこうほてる）は、かつて阿蘇郡長陽村（現在の南阿蘇村）にあった観光・リゾートホテルである。九州産業交通が運営していた。温泉も湧き出すことから別称「湯の谷温泉」とも呼ばれた。

## 沿革・概要
1939年（昭和14年）7月、政府資金融資を受けた国策ホテルとして開業。当時では珍しかった回転ドア・水洗トイレ・洋式のバス・フルコース洋食ダイニングルーム・バーなどの設備を整えた本格的な洋式のホテルとして大きな注目を集めた。
太平洋戦争が終結し、敗戦後においては米駐留軍の保養施設として利用される（ゴルフ場やビリヤード・プールやクレー射撃場などの設備もこの頃設置された）。
その後、九州産業交通が経営を引き継ぎ、同社の系列ホテルとして運営。
1957年（昭和32年）には、昭和天皇が熊本行幸の際に阿蘇にも立ち寄り、同ホテルに宿泊する事になり、施設の全館大改修がおこなわれている。以来、昭和天皇は同ホテルを大変気に入り、これ以降2度熊本を訪れた際には同ホテルを利用した。
1964年（昭和39年）7月9日に火災を起こし、本館3,500平米が全焼した。宿泊客・従業員とも避難して死傷者は出なかったが、ロビーに展示されていた海老原喜之助が描いた絵画のほか貴重な美術品が焼失している。出火原因は漏電が疑われ、1年間の休業と復旧工事を経て営業を再開した。
赤い屋根が大きな特徴で、阿蘇山麓からのどこからでも見渡せる建物として知られた。洋式の本館・和式の「蘇峰館」、家族や団体向けの別館といった3つの建物からなったが、九州産業交通の経営不振により同ホテルは1999年（平成11年）12月に閉館される事が決定し、翌2000年（平成12年）2月に約60年の歴史に幕が下ろされた。
跡地は現在、本館（洋館）は当時のまま残されているが、新館と別館は解体されている。閉館後、2005年には廃墟となった建物を用いて映画「輪廻」のロケが行われた。

### 縁結びの石
同ホテル敷地内には「縁結びの石」と、その横には男性を表す「石灯篭」が置かれていた。この「縁結びの石」は三角形状の大きな岩で、その上部1箇所には大人の手が入るほどの穴が貫通しており、石の両側から男女が穴の中で固く手を結び合うとその二人は必ず結ばれるという言い伝えがあり、特に若いカップルや新婚夫婦などには永遠の愛を誓い合う場所として人気スポットの1つだった。
閉館に伴い人目に触れられなくなった事から、閉館後は「縁結びの石」・「石灯篭」ともに阿蘇下田城駅の駅舎横に移設され、現在も同駅横にて保存されている。